# Вуздечка

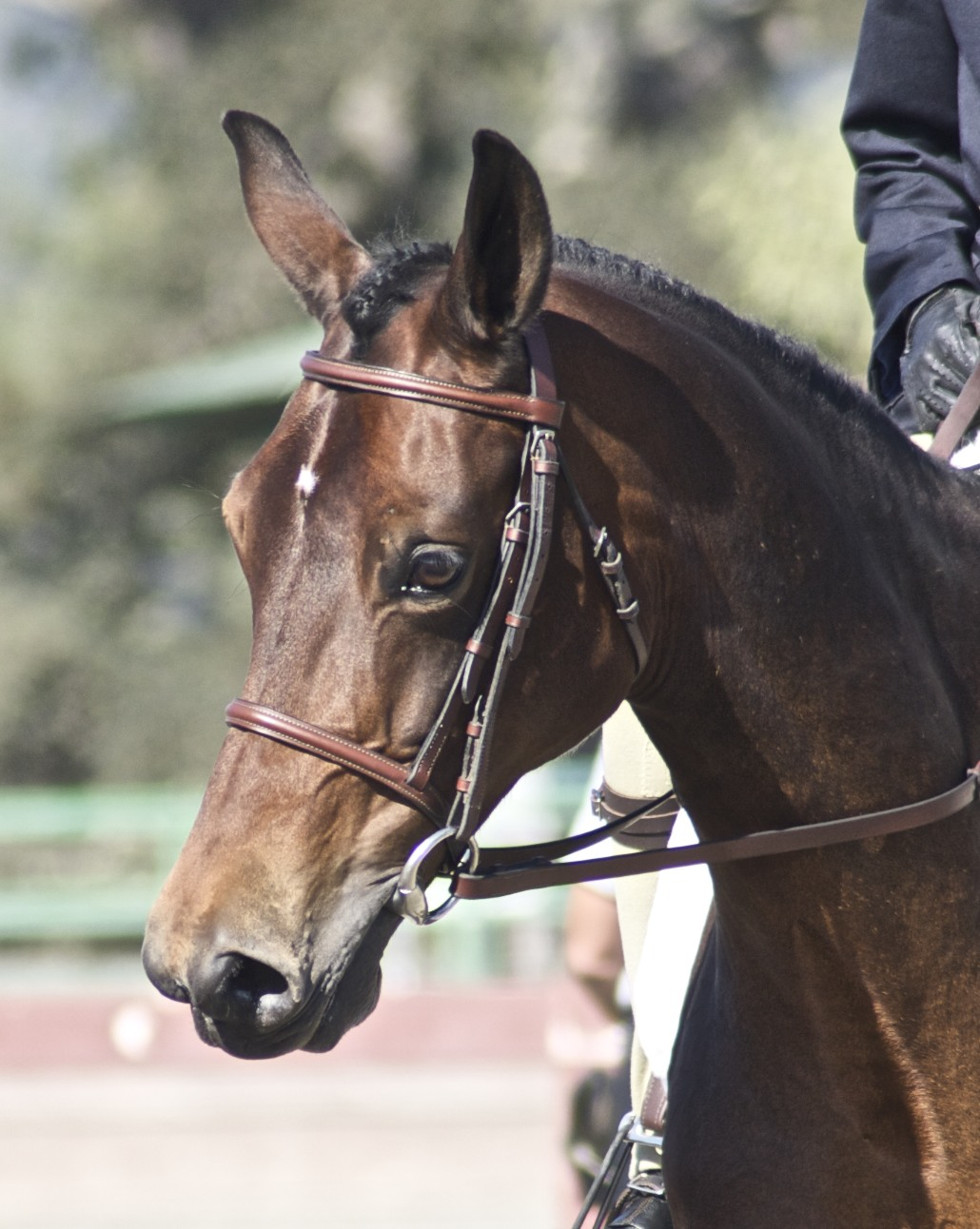

Вузде́чка, гнузде́чка, або вузда́, гнузда́, також діалектне наголі́в'я, ка́нтар, канта́рка, канта́рок (від угор. kantár) — предмет збруї, який одягають на голову їздової тварини для керування нею. Вуздечки призначені перш за все для коней, ослів, мулів та ослюків. Керування буйволами, волами, свійськими оленями, ламами та верблюдами здійснюється за допомогою особливих вуздечок, які типологічно ближче до недоуздків. Кінські вуздечки найбільш спеціалізовані й складні, що пов'язано із різноманіттям їхнього застосування.

## Будова
Складається з наголовного, налобного, щічного, перенісного, підборідного, з'єднувального ременів, а також вудил і поводів (віжок).
1. Наголо́вач (англ. crownpiece, headstall, headpiece; рос. оголовь, оглавль)[2] — ремінь на потилиці коня, одразу за вухами; тримає вуздечку на голові.
2. Налобник — кріпиться за наголовача з двох боків під вухами[3]. Налобний ремінь деякою мірою запобігає ковзанню наголовного й щічного ременів при стрімких рухах коня, але його функція скоріше декоративна, оскільки він майже не тримає вуздечку.
3. Нащічні ремені (англ. cheekpieces) йдуть з обох боків від наголовача до трензельних кілець. Вони утримують вудила в роті коня; від їхньої довжини залежить розміщення вудил у роті.
4. Перенісний ремінь (інколи нахра́пник[3], не плутати із справжнім нахрапником — див. нижче)[джерело?]  — ремінь на храпі (нижній й середній частині перенісся) коня. В деяких типах вуздечок, особливо тих, що мають капсуль, може бути відсутнім.
5. Підборідник[4][3] (англ. throatlatch, throatlash) — кріплять до наголовача з двох боків; він проходить у коня під ганашами (задніми кутами нижньої щелепи). Він, як і наголовач, тримає вуздечку на голові. Деякі типи вуздечок (здебільшого вестерн-наголів'я) не мають підборідного ременя. У цілях безпеки і зручності коня затягати цей ремінь слід так, щоб між ним і ганашами проходив кулак.
6. З'єднувальний ремінь з'єднує підборідний ремінь з перенісним. У поширених типах вуздечок використовується рідко, частіше — у недоуздках.
7. Вудила (тре́нзель) — залізний пристрій у роті коня. Складається з двох (у трензеля-дев'ятки) чи трьох (вісімки) рухомих частин. Вудила вкладають у рот коневі на беззубий край щелеп, і через них здійснюють тиск на нього. Окрім звичайних вудил (трензеля) можуть вживатися мундтштукові вудила (мундштук), а також пелям. Див. докладніше «Типи вудил».
8. По́від (поводи́, пові́ддя) — довгий ремінь, що кінцями кріпиться до трензельних кілець. Посередництвом його вершник діє вудилами на рот коня. Хоча в більшості випадків вуздечка має один повід, стосовно нього використовують назву «поводи», розглядаючи ліву і праву його частини як окремі ремені. В тих випадках, коли застосовують два поводи, один з них кріпиться до трензельних кілець (трензельний повід), інший — до мундштукових (мундштуковий повід).
9. Ві́жки — довгі ремені, які кріпляться до трензельних кілець у вудилах запряжних коней.
10. Капсуль — шкіряне кільце, яке охоплює верхню або нижню частину перенісся. Обмежує рух нижньої щелепи, щоби кінь, відкриваючи рота, не міг позбавитися тиску вудил. Щоб не спричинити незручностей коневі й не заважати йому віджовувати, капсуль не повинен бути перетягнутим: при правильному його кріпленні між храпом і капсулем можна вільно простромити два пальці. Капсулі застосовуються лише в деяких типах вуздечок, переважно тих, що призначені для виїздки[джерело?].
11. Нахра́пник — ремінь, який тягнеться вздовж перенісся від перенісного до налобного ременя. Застосовується рідко[джерело?].

### Додаткове спорядження
Залежно від способів використання вуздечки можуть застосовуватись як самостійно, так і в сполученні із іншими предметами упряжі. Разом із вуздечками можуть застосовуватись:
- Наочники[5], іноді бліндери[6], не зовсім точно шо́ри[7] — шкіряні пластини, які прикривають очі коня з боків і ззаду. Надівають на лякливих тварин, зокрема, таких, що рухаються у групі (спортивних коней під час перегонів, упряжних у запрягу).
- Мартингали — ремінці з петлею та кільцями: петлевий кінець закріплюють на попрузі, а ковзні кільця — на поводах. Застосовують у конкурі та кінному триборстві.
- Чумбу́р — повід (мотуз), призначений для прив'язування коня або для водіння його на прив'язі.

## Типи

### Англійського типу
- Трензельна — найбільш поширена. Складається з наголовача, нащічних, підборідного й налобного ременів, нахрапника й трензеля з одним поводом.
- Вуздечка з пелямом — відрізняється від трензельної наявністю пеляма і двох поводів.
- Мундштукова — трензельна вуздечка з додатковими вудилами — мундштуком. Має два поводи.

### Інші
- Вестерн-оголів'я — вуздечка без нахрапника. Часто також відсутній налобний ремінь: замість нього застосовують ремінь на одне вухо, що утримує оголів'я. Підборідний ремінь часто також не використовують.

## Фразеологія
- Бути на поводі — бути залежним від кого-небудь
- Попустити поводи — перестати стримувати кого-небудь
- У поводах тримати — стримувати, не давати волі; тримати владу, дисципліну
- Мати храп — сердитися на когось або зазіхати на щось